# Ревда (станция)
Ревда́ — станция Свердловской железной дороги на Казанском ходе Транссиба, находится в городе Ревде Свердловской области. Входит в Екатеринбургский центр организации работы железнодорожных станций ДЦС-2 Свердловской дирекции управления движением. По характеру работы является промежуточной, по объёму работы отнесена к 1 классу.

## Пассажирское сообщение
На станции останавливаются электропоезда сообщением Екатеринбург – Дружинино. Значительное число электропоездов, ранее следовавших из Екатеринбурга до станции Ревда, по состоянию на 2014 год отменено. В ходу остался единственный электропоезд сообщением Ревда – Екатеринбург, следующий рано утром.
По состоянию на январь 2022 года на станции имеют остановку поезда дальнего следования: 

### Круглогодичное движение поездов
| Круглогодичное обращение поездов | Круглогодичное обращение поездов | Круглогодичное обращение поездов | Круглогодичное обращение поездов |
| № поезда                         | Маршрут движения                 | № поезда                         | Маршрут движения                 |
| -------------------------------- | -------------------------------- | -------------------------------- | -------------------------------- |
| 89                               | Петропавловск — Москва           | 90                               | Москва — Петропавловск           |
| 107                              | Нижневартовск — Волгоград        | 108                              | -                                |
| 115                              | Томск — Адлер                    | 116                              | -                                |
| 117                              | Новокузнецк — Москва             | 118                              | Москва — Новокузнецк             |
| 127                              | Екатеринбург — Ижевск            | 128                              | Ижевск — Екатеринбург            |
| 139                              | Барнаул — Адлер                  | 140                              | -                                |
| 335                              | Екатеринбург — Новороссийск      | 336                              | Новороссийск — Екатеринбург      |
| 377                              | Новый Уренгой — Казань           | 378                              | Казань — Новый Уренгой           |
| 445                              | Екатеринбург — Кисловодск        | 446                              | Кисловодск — Екатеринбург        |

| Сезонное обращение поездов | Сезонное обращение поездов                    | Сезонное обращение поездов | Сезонное обращение поездов                    |
| № поезда                   | Маршрут движения                              | № поезда                   | Маршрут движения                              |
| -------------------------- | --------------------------------------------- | -------------------------- | --------------------------------------------- |
| 233                        | Екатеринбург — Имеретинский курорт            | 234                        | Имеретинский курорт — Екатеринбург            |
| 521                        | Приобье — Новороссийск                        | 522                        | Новороссийск — Приобье                        |
| 595                        | Новый Уренгой — Тюмень — Екатеринбург — Анапа | 596                        | Анапа — Екатеринбург — Тюмень — Новый Уренгой |